# Peter Beck (Politiker)
Peter Beck (* 1966 in Bremen) ist ein deutscher Politiker (BIW, LKR, AfD).

## Biografie

### Ausbildung und Beruf
Beck absolvierte bei einer Bremer Reederei die Ausbildung zum Schiffsmechaniker. Nachdem er fünf Jahre auf See war, war er vier Jahre Zeitsoldat und verließ die Bundeswehr als Stabsunteroffizier. Im Anschluss machte er eine Ausbildung zum Polizeivollzugsbeamten bei dem ehemaligen Bundesgrenzschutz, seit 2005 Bundespolizei. Bis zu seiner Pensionierung nach einem Dienstunfall war er als Polizeihauptmeister bei der Bundespolizei in Bremen sowie in insgesamt vier Auslandseinsätzen im UNMIK Kosovo sowie in der Grenzregion zwischen der Ukraine und Moldawien (EUBAM) im Einsatz.
Beck ist verheiratet, hat vier Kinder und wohnt in Bremen. Er war in der Bremer Flüchtlingshilfe und zusammen mit seiner Frau seit 2014 als Pflegeeltern tätig.

### Politik
Beck wurde im Mai 2019 über die Landesliste (Platz 3) zum Mitglied der Bremischen Bürgerschaft gewählt. Hier ist er Mitglied der Deputation für Inneres. Wegen Zerwürfnisse zerbrach Anfang September die AfD-Fraktion in der Bremer Bürgerschaft in eine Gruppe von drei Parlamentariern sowie zwei fraktionslosen Abgeordneten.
Im September 2019 wurde er als Nachfolger von Frank Magnitz zum Bremer AfD-Landesvorsitzenden gewählt.
Am 26. Januar 2021 trat Beck sowohl von seinem Amt als Landesvorsitzender zurück als auch als Mitglied der AfD aus. Seinen Schritt begründete er mit seinem gescheiterten Versuch, den Landesverband auf einen gemäßigten Kurs zu bringen. Drei Tage darauf trat er den Liberal-Konservativen Reformern bei, wechselte jedoch im Oktober 2021 zur Wählervereinigung Bürger in Wut. Bei der Bürgerschaftswahl in Bremen 2023 erhielt er kein Mandat mehr und schied aus der Bürgerschaft aus.